# Cherán Atzicuirín
Cherán Atzicuirín är en ort i Mexiko.   Den ligger i kommunen Paracho och delstaten Michoacán de Ocampo, i den södra delen av landet, 300 km väster om huvudstaden Mexico City. Cherán Atzicuirín ligger 2 327 meter över havet och antalet invånare är 2 386.
Terrängen runt Cherán Atzicuirín är varierad. Runt Cherán Atzicuirín är det ganska tätbefolkat, med 72 invånare per kvadratkilometer. Närmaste större samhälle är Cherán, 6,7 km öster om Cherán Atzicuirín. I omgivningarna runt Cherán Atzicuirín växer huvudsakligen savannskog.